# Косоротково
Косоротково (мар. Важыкполко) — деревня в Новоторъяльском районе Республики Марий Эл. Входит в состав Масканурского сельского поселения.

## География
Находится в северо-восточной части республики Марий Эл на расстоянии приблизительно 10 км по прямой на северо-запад от районного центра посёлка Новый Торъял.

## История
Известна с 1905 года как «Косоротово — выселок из деревни Верхний Кугенер». Было в нём 22 двора, проживали 114 человек. В 1920 году в 26 дворах проживал 121 человек, все мари. В 1973 году в деревне числилось 14 хозяйств, 53 жителя, в 1988 году — 22 жителя, в том числе 12 трудоспособных, 6 домов, из них 1 пустовал. В 2002 году в деревне осталось 4 двора. В советское время работали колхозы «Пеледыш» и имени Ворошилова.

## Население
Население составляло 11 человек (мари 100 %) в 2002 году, 9 в 2010.